# Robert Hardy (acteur)
Timothy Sydney Robert ("Robert") Hardy (Cheltenham, 29 oktober 1925 – Londen, 3 augustus 2017) was een Britse acteur, die internationaal vooral bekend werd door de rol van de dierenarts Siegfried Farnon in de populaire Britse tv-serie All Creatures Great and Small (James Herriot). 

## Loopbaan
Hardy studeerde Engelse literatuur aan Magdalen College (Oxford) met als specialisaties J.R.R. Tolkien en C.S. Lewis. Hij begon zijn carrière als klassiek toneelacteur en speelde in veel Shakespeare-stukken. Vanaf 1966 speelde hij ook hoofdrollen in televisieseries, zoals The Troubleshooters, Manhunt en Edward the Seventh.  Van 1978 tot 1990 portretteerde hij Siegfried, de flamboyante oudere collega van James Herriot, van wiens boeken de serie de verfilming was. Recenter was hij bekend door zijn rol in de Harry Potter-films, waarin hij de minister van Toverkunst Cornelis Droebel speelde. Hardy speelde gastrollen in diverse televisieseries zoals The Saint, Upstairs, Downstairs, Inspector Morse, Lewis, Miss Marple en Foyle's War. Naast de Harry Potter-films speelde hij in onder meer: The Spy Who Came in from the Cold (1965), Berserk! (1967), How I Won the War (1967) en Mrs. Dalloway (1997).
Hardy heeft in diverse toneelstukken en films de rol van Winston Churchill op zich genomen. In 2013 zou hij dat weer doen in het Londense West End in het toneelstuk The Audience met Helen Mirren, maar de toen 87-jarige Hardy viel, brak enkele botten en moest afzeggen. Edward Fox nam de rol over.
Hardy was twee keer getrouwd en had drie kinderen. In 1981 werd hij benoemd tot Commandeur in de Orde van het Britse Rijk. In 1996 werd hij gekozen als 'Fellow of the Society of Antiquaries'.
Hardy stierf in augustus 2017 op 91-jarige leeftijd in Denville Hall, een huis voor gepensioneerde acteurs in de Londense wijk Northwood.